# 会計科 (陸上自衛隊)
会計科（かいけいか、英: Finance）は、陸上自衛隊における職種の一つである。金銭の出納・給与計算に関することを司る。職種標識の色は藍。
軍隊の主計科に相当する。

## 概要
- 防衛大臣直轄の中央会計隊と各方面隊に1つずつ置かれる方面会計隊に大別される。方面会計隊は方面総監部所在駐屯地に隊本部を置き、管内の駐屯地に会計隊を分派する（各会計隊長は3等陸佐もしくは1等陸尉、1個中隊程度の駐屯部隊は2等陸尉）、師団・旅団司令部に所在する会計隊長は2等陸佐相当級）唯一方面会計隊長の指揮を受けない部隊として那覇駐屯地の第430会計隊（第1混成団隷下）があったが、第15旅団への改編に伴い方面会計隊隷下に編成替えされている。会計隊が分派されない駐屯地・分屯地にあっては駐屯地基幹部隊に会計課等の職務部課が編成される。職種学校は小平学校の会計科部である。なお、会計監査隊は諸職種混成の部隊である。
- 各駐屯地に分派される会計隊は基地システム通信部隊・警務隊・情報保全隊の派遣隊等と異なり当該駐屯地の名称はつかない（東部方面会計隊本部座間派遣隊など一部例外は存在[1]）各会計隊の所属人員は駐屯地の規模により異なり、師団等司令部所在駐屯地のもので20名前後から小規模駐屯地のものでは10名前後と小隊~分隊程度ながらそれぞれ車両を有するため、中隊相当として扱われ部隊旗が授与される。
- 隊員の削減に伴い、各会計隊においては駐屯地全般の会計処理が主体となる事から近年基幹要員のみの配置で駐屯部隊に関係する予算の処理に関しては駐屯部隊から差し出される人事・給与業務担当者が臨時勤務という形で業務を行うこともある。

## 会計科部隊

### 会計科部隊の配置
防衛大臣直轄部隊
- 陸上自衛隊中央会計隊

方面会計隊
- 北部方面会計隊（札幌駐屯地）
  - 北部方面会計隊本部「北方会-本」（札幌駐屯地）
  - 第323会計隊「323会」（北千歳駐屯地）
    - 南恵庭派遣隊（南恵庭駐屯地）
    - 北恵庭派遣隊（北恵庭駐屯地）
    - 幌別派遣隊（幌別駐屯地）

  - 第324会計隊「324会」（東千歳駐屯地）
    - 静内派遣隊（静内駐屯地）

  - 第325会計隊「325会」（真駒内駐屯地）
    - 丘珠派遣隊（丘珠駐屯地）
    - 倶知安派遣隊（倶知安駐屯地）

  - 第332会計隊「332会」（函館駐屯地）
  - 第342会計隊「342会」（名寄駐屯地）
    - 稚内派遣隊（稚内分屯地）

  - 第343会計隊「343会」（旭川駐屯地）
  - 第344会計隊「344会」（上富良野駐屯地）
  - 第345会計隊「345会」（滝川駐屯地）
    - 岩見沢派遣隊（岩見沢駐屯地）
    - 美唄派遣隊（美唄駐屯地）

  - 第346会計隊「346会」（留萌駐屯地）
  - 第374会計隊「374会」（帯広駐屯地）
    - 鹿追派遣隊（鹿追駐屯地）

  - 第375会計隊「375会」（美幌駐屯地）
  - 第376会計隊「376会」（遠軽駐屯地）
  - 第377会計隊「377会」（釧路駐屯地）
    - 別海派遣隊（別海駐屯地）
- 東北方面会計隊（仙台駐屯地）
  - 東北方面会計隊本部「東北会-本」（仙台駐屯地）
  - 第380会計隊「380会」（青森駐屯地）
    - 弘前派遣隊「380会」（弘前駐屯地）

  - 第381会計隊「381会」（多賀城駐屯地）
    - 大和派遣隊「381会」（大和駐屯地）

  - 第383会計隊「383会」（秋田駐屯地）
  - 第384会計隊「384会」（八戸駐屯地）
  - 第387会計隊「387会」（福島駐屯地）
    - 郡山派遣隊「387会」（郡山駐屯地）

  - 第389会計隊「389会」（岩手駐屯地）
  - 第401会計隊「401会」（神町駐屯地）
  - 第416会計隊「416会」（船岡駐屯地）
    - 霞目派遣隊「416会」（霞目駐屯地）
- 東部方面会計隊（朝霞駐屯地）
  - 東部方面会計隊本部「東方会-本」（朝霞駐屯地）
    - 総務科
    - 運用科
    - 主任官科
    - 審査科
    - 業務科

  - 第316会計隊「316会」（習志野駐屯地）
    - 木更津派遣隊（木更津駐屯地）

  - 第334会計隊「334会」（宇都宮駐屯地）
  - 第335会計隊「335会」（松本駐屯地）
  - 第338会計隊「338会」（練馬駐屯地）
    - 大宮派遣隊（大宮駐屯地）

  - 第341会計隊「341会」（古河駐屯地）
  - 第379会計隊「379会」（高田駐屯地）
  - 第382会計隊「382会」（新発田駐屯地）
  - 第406会計隊「406会」（相馬原駐屯地）
    - 新町連絡班（新町駐屯地）

  - 第407会計隊「407会」（武山駐屯地）
  - 第413会計隊「413会」（霞ヶ浦駐屯地）
  - 第431会計隊「431会」（立川駐屯地）
    - 東立川連絡班（東立川駐屯地）

  - 第433会計隊「433会」（滝ヶ原駐屯地）
    - 北富士派遣隊（北富士駐屯地）
    - 板妻連絡班（板妻駐屯地）
    - 駒門連絡班（駒門駐屯地）

  - 第441会計隊「441会」（座間駐屯地）
- 中部方面会計隊（伊丹駐屯地）
  - 中部方面会計隊本部「中方会‐本」（伊丹駐屯地）
  - 第308会計隊「308会」（豊川駐屯地）
  - 第322会計隊「322会」（山口駐屯地）
  - 第336会計隊「336会」（金沢駐屯地）
    - 鯖江派遣隊（鯖江駐屯地）
    - 富山派遣隊（富山駐屯地）

  - 第337会計隊「337会」（久居駐屯地）
  - 第348会計隊「348会」（善通寺駐屯地）
    - 徳島派遣隊（徳島駐屯地）

  - 第349会計隊「349会」（福知山駐屯地）
  - 第350会計隊「350会」（海田市駐屯地）
  - 第352会計隊「352会」（千僧駐屯地）
    - 姫路派遣隊（姫路駐屯地）
    - 青野原派遣隊（青野原駐屯地）

  - 第356会計隊「356会」（米子駐屯地）
    - 日本原派遣隊（日本原駐屯地）
    - 出雲派遣隊（出雲駐屯地）

  - 第358会計隊「358会」（松山駐屯地）
  - 第397会計隊「397会」（大久保駐屯地）
    - 大津派遣隊（大津駐屯地）
    - 今津派遣隊（今津駐屯地）

  - 第398会計隊「398会」（信太山駐屯地）
    - 和歌山派遣隊（和歌山駐屯地）
    - 八尾派遣隊（八尾駐屯地）

  - 第408会計隊「408会」（守山駐屯地）
    - 春日井派遣隊（春日井駐屯地）

  - 第419会計隊「419会」（高知駐屯地）
- 西部方面会計隊（健軍駐屯地）
  - 西部方面会計隊本部「西方会-本」（健軍駐屯地）
  - 第361会計隊「361会」（小郡駐屯地）
    - 久留米派遣隊（久留米駐屯地）

  - 第363会計隊「363会」（大村駐屯地）
    - 相浦派遣隊（相浦駐屯地）
    - 竹松派遣隊（竹松駐屯地）

  - 第364会計隊「364会」（国分駐屯地）
    - 川内派遣隊（川内駐屯地）
    - えびの派遣隊（えびの駐屯地）

  - 第366会計隊「366会」（福岡駐屯地）
    - 飯塚派遣隊（飯塚駐屯地）
    - 小倉派遣隊（小倉駐屯地）

  - 第373会計隊（都城駐屯地）
  - 第392会計隊「392会」（北熊本駐屯地）
  - 第404会計隊「404会」（別府駐屯地）
    - 湯布院派遣隊（湯布院駐屯地）
    - 玖珠派遣隊（玖珠駐屯地）

  - 第430会計隊「430会」（那覇駐屯地）
  - 第436会計隊「436会」（対馬駐屯地）
  - 第442会計隊「442会」（与那国駐屯地）
  - 第443会計隊「443会」（奄美駐屯地）
  - 第444会計隊「444会」（宮古島駐屯地）
  - 第445会計隊「445会」（石垣駐屯地）

職種学校
- 陸上自衛隊小平学校会計科部（小平駐屯地）

### 会計科部隊の一覧
- 第308会計隊「308会」（豊川駐屯地）中部方面会計隊
- 第316会計隊「316会」（習志野駐屯地）東部方面会計隊
  - 木更津派遣隊（木更津駐屯地）：第428会計隊を縮小改編。
- 第322会計隊「322会」（山口駐屯地）中部方面会計隊
- 第323会計隊「323会」（北千歳駐屯地）北部方面会計隊
  - 南恵庭派遣隊（南恵庭駐屯地）：第326会計隊を縮小改編。
  - 北恵庭派遣隊（北恵庭駐屯地）：第330会計隊を縮小改編。
  - 幌別派遣隊（幌別駐屯地）：第331会計隊を縮小改編。
- 第324会計隊「324会」（東千歳駐屯地）北部方面会計隊
  - 静内派遣隊（静内駐屯地）：第432会計隊を縮小改編。
- 第325会計隊「325会」（真駒内駐屯地）北部方面会計隊
  - 丘珠派遣隊（丘珠駐屯地）： 第423会計隊を縮小改編。
  - 倶知安派遣隊（倶知安駐屯地）：第333会計隊を縮小改編。
- 第332会計隊「332会」（函館駐屯地）北部方面会計隊
- 第334会計隊「334会」（宇都宮駐屯地）東部方面会計隊
- 第335会計隊「335会」（松本駐屯地）東部方面会計隊
- 第336会計隊「336会」（金沢駐屯地）中部方面会計隊
  - 鯖江派遣隊（鯖江駐屯地）：第417会計隊を縮小改編。
  - 富山派遣隊（富山駐屯地）：第425会計隊を縮小改編。
- 第337会計隊「337会」（久居駐屯地）中部方面会計隊
- 第338会計隊「338会」（練馬駐屯地）東部方面会計隊
  - 大宮派遣隊（大宮駐屯地）：第402会計隊を縮小改編。
- 第341会計隊「341会」（古河駐屯地）東部方面会計隊
- 第342会計隊「342会」（名寄駐屯地）北部方面会計隊
  - 稚内派遣隊（稚内分屯地）：第439会計隊を縮小改編。
- 第343会計隊「343会」（旭川駐屯地）北部方面会計隊
- 第344会計隊「344会」（上富良野駐屯地）北部方面会計隊
- 第345会計隊「345会」（滝川駐屯地）北部方面会計隊
  - 岩見沢派遣隊（岩見沢駐屯地）：第327会計隊を縮小改編。
  - 美唄派遣隊（美唄駐屯地）：第435会計隊を縮小改編。
- 第346会計隊「346会」（留萌駐屯地）北部方面会計隊
- 第348会計隊「348会」（善通寺駐屯地）中部方面会計隊
  - 徳島派遣隊（徳島駐屯地）：第440会計隊を縮小改編。
- 第349会計隊「349会」（福知山駐屯地）中部方面会計隊
- 第350会計隊「350会」（海田市駐屯地）中部方面会計隊
- 第352会計隊「352会」（千僧駐屯地）中部方面会計隊
  - 姫路派遣隊（姫路駐屯地）：第347会計隊を縮小改編。
  - 青野原派遣隊（青野原駐屯地）：第434会計隊を縮小改編。
- 第356会計隊「356会」（米子駐屯地）中部方面会計隊
  - 日本原派遣隊「356会」（日本原駐屯地）第356会計隊：第421会計隊を縮小改編。
  - 出雲派遣隊「356会」（出雲駐屯地）第356会計隊：第357会計隊を縮小改編。
- 第358会計隊「358会」（松山駐屯地）中部方面会計隊

- 第361会計隊「361会」（小郡駐屯地）西部方面会計隊
  - 久留米派遣隊「361会」（久留米駐屯地）第361会計隊：第359会計隊を縮小改編。
- 第363会計隊「363会」（大村駐屯地）西部方面会計隊
  - 相浦派遣隊「363会」（相浦駐屯地）第363会計隊：第395会計隊を縮小改編。
  - 竹松派遣隊「363会」（竹松駐屯地）第363会計隊：第371会計隊を縮小改編。
- 第364会計隊「364会」（国分駐屯地）西部方面会計隊
  - 川内派遣隊「364会」（川内駐屯地）第364会計隊：第438会計隊を縮小改編。
  - えびの派遣隊「364会」（えびの駐屯地）第364会計隊：第437会計隊を縮小改編。
- 第366会計隊「366会」（福岡駐屯地）西部方面会計隊
  - 飯塚派遣隊「366会」（飯塚駐屯地）第366会計隊：第422会計隊を縮小改編。
  - 小倉派遣隊「366会」（小倉駐屯地）第366会計隊：第393会計隊を縮小改編。

- 第373会計隊（都城駐屯地）西部方面会計隊
- 第374会計隊「374会」（帯広駐屯地）北部方面会計隊
  - 鹿追派遣隊「374会」（鹿追駐屯地）第374会計隊：第403会計隊を縮小改編。

- 第375会計隊「375会」（美幌駐屯地）北部方面会計隊
- 第376会計隊「376会」（遠軽駐屯地）北部方面会計隊
- 第377会計隊「377会」（釧路駐屯地）北部方面会計隊
  - 別海派遣隊（別海駐屯地）第377会計隊：第424会計隊を縮小改編。
- 第379会計隊「379会」（高田駐屯地）東部方面会計隊
- 第380会計隊「380会」（青森駐屯地）東北方面会計隊
  - 弘前派遣隊「380会」（弘前駐屯地）第380会計隊：第427会計隊を縮小改編。
- 第381会計隊「381会」（多賀城駐屯地）東北方面会計隊
  - 大和派遣隊「381会」（大和駐屯地）第381会計隊：第390会計隊を縮小改編。
- 第382会計隊「382会」（新発田駐屯地）東部方面会計隊
- 第383会計隊「383会」（秋田駐屯地）東北方面会計隊
- 第384会計隊「384会」（八戸駐屯地）東北方面会計隊

- 第387会計隊「387会」（福島駐屯地）東北方面会計隊
  - 郡山派遣隊「387会」（郡山駐屯地）第387会計隊：第378会計隊を縮小改編。

- 第389会計隊「389会」（岩手駐屯地）東北方面会計隊

- 第392会計隊「392会」（北熊本駐屯地）西部方面会計隊
- 第397会計隊「397会」（大久保駐屯地）中部方面会計隊
  - 大津派遣隊「397会」（大津駐屯地）第397会計隊：第409会計隊を縮小改編。
  - 今津派遣隊「397会」（今津駐屯地）第397会計隊：第351会計隊を縮小改編。
- 第398会計隊「398会」（信太山駐屯地）中部方面会計隊
  - 和歌山派遣隊「398会」（和歌山駐屯地）第398会計隊：第418会計隊を縮小改編。
  - 八尾派遣隊「398会」（八尾駐屯地）第398会計隊：第429会計隊を縮小改編。
- 第401会計隊「401会」（神町駐屯地）東北方面会計隊
- 第404会計隊「404会」（別府駐屯地）西部方面会計隊
  - 湯布院派遣隊「404会」（湯布院駐屯地）第404会計隊：第394会計隊を縮小改編。
  - 玖珠派遣隊「404会」（玖珠駐屯地）第404会計隊：第400会計隊を縮小改編。
- 第406会計隊「406会」（相馬原駐屯地）東部方面会計隊
  - 新町連絡班「406会」（新町駐屯地）第406会計隊：第339会計隊を縮小改編。
- 第407会計隊「407会」（武山駐屯地）東部方面会計隊
- 第408会計隊「408会」（守山駐屯地）中部方面会計隊
  - 春日井派遣隊「408会」（春日井駐屯地）第408会計隊：第426会計隊を縮小改編。
- 第413会計隊「413会」（霞ヶ浦駐屯地）東部方面会計隊
- 第416会計隊「416会」（船岡駐屯地）東北方面会計隊
  - 霞目派遣隊「416会」（霞目駐屯地）第416会計隊：第399会計隊を縮小改編。
- 第419会計隊「419会」（高知駐屯地）中部方面会計隊
- 第430会計隊「430会」（那覇駐屯地）西部方面会計隊
- 第431会計隊「431会」（立川駐屯地）東部方面会計隊
  - 東立川連絡班「431会」（東立川駐屯地）第431会計隊：第307会計隊を縮小改編。
- 第433会計隊「433会」（滝ヶ原駐屯地）東部方面会計隊
  - 北富士派遣隊「433会」（北富士駐屯地）第433会計隊：第415会計隊を縮小改編。
  - 板妻連絡班「433会」（板妻駐屯地）第433会計隊：第420会計隊を縮小改編。
  - 駒門連絡班「433会」（駒門駐屯地）第433会計隊：第410会計隊を縮小改編。
- 第436会計隊「436会」（対馬駐屯地）西部方面会計隊
- 第441会計隊「441会」（座間駐屯地）東部方面会計隊
- 第442会計隊「442会」（与那国駐屯地）西部方面会計隊
- 第443会計隊「443会」（奄美駐屯地）西部方面会計隊
- 第444会計隊「444会」（宮古島駐屯地）西部方面会計隊
- 第445会計隊「445会」（石垣駐屯地）西部方面会計隊

#### 廃止された会計隊の一覧
- 第200仮会計隊
  - 第1分遣隊（秋田駐屯地）：1952年（昭和27年）10月発足。
  - 第3分遣隊（福知山駐屯地）：1951年（昭和26年）7月5日、第200仮会計隊第3分遣隊が発足。1952年（昭和27年）10月15日、第35駐屯地会計隊福知山分遣隊に改称。
- 第307会計隊（東立川駐屯地）東部方面会計隊：2015年（平成27年）3月26日廃止。第431会計隊東立川連絡班に改編。
- 第322会計隊（山口駐屯地）中部方面会計隊：2015年（平成27年）3月26日廃止。第350会計隊山口派遣隊に改編。2021年（令和3年）3月18日再編成。
- 第326会計隊（南恵庭駐屯地）北部方面会計隊：2015年（平成27年）3月26日廃止。第323会計隊南恵庭派遣隊に改編。
- 第327会計隊（岩見沢駐屯地）北部方面会計隊：2015年（平成27年）3月26日廃止。第345会計隊岩見沢派遣隊に改編。
- 第330会計隊（北恵庭駐屯地）北部方面会計隊：2015年（平成27年）3月26日廃止。第323会計隊北恵庭派遣隊に改編。
- 第331会計隊（幌別駐屯地）北部方面会計隊：2015年（平成27年）3月26日廃止。第323会計隊幌別派遣隊に改編。
- 第333会計隊（俱知安駐屯地）北部方面会計隊：2015年（平成27年）3月26日廃止。第325会計隊俱知安派遣隊に改編。2021年（令和3年）3月18日再編成。
- 第334会計隊（宇都宮駐屯地）東部方面会計隊：2015年（平成27年）3月26日廃止。第406会計隊宇都宮派遣隊に改編。
- 第335会計隊（松本駐屯地）東部方面会計隊：2015年（平成27年）3月26日廃止。第379会計隊松本派遣隊に改編。2021年（令和3年）3月18日再編成。
- 第337会計隊（久居駐屯地）中部方面会計隊：2015年（平成27年）3月26日廃止。第408会計隊久居派遣隊に改編。
- 第339会計隊（新町駐屯地）東部方面会計隊：2015年（平成27年）3月26日廃止。第406会計隊新町連絡班に改編。
- 第347会計隊（姫路駐屯地）中部方面会計隊：2015年（平成27年）3月26日廃止。第352会計隊姫路派遣隊に改編。
- 第349会計隊（福知山駐屯地）中部方面会計隊：2015年（平成27年）3月26日廃止。第352会計隊福知山派遣隊に改編。2021年（令和3年）3月18日再編成。
- 第351会計隊（今津駐屯地）中部方面会計隊：2015年（平成27年）3月26日廃止。第397会計隊今津派遣隊に改編。
- 第357会計隊（出雲駐屯地）中部方面会計隊：2015年（平成27年）3月26日廃止。第356会計隊出雲派遣隊に改編。
- 第358会計隊（松山駐屯地）中部方面会計隊：2015年（平成27年）3月26日廃止。第348会計隊松山派遣隊に改編。2021年（令和3年）3月18日再編成。
- 第359会計隊（久留米駐屯地）西部方面会計隊：2015年（平成27年）3月26日廃止。第361会計隊久留米派遣隊に改編。
- 第371会計隊（竹松駐屯地）西部方面会計隊：2015年（平成27年）3月26日廃止。第363会計隊竹松派遣隊に改編。
- 第373会計隊（都城駐屯地）西部方面会計隊：2015年（平成27年）3月26日廃止。第364会計隊都城派遣隊に改編。
- 第378会計隊（郡山駐屯地）東北方面会計隊：2015年（平成27年）3月26日廃止。第387会計隊郡山派遣隊に改編。
- 第382会計隊（新発田駐屯地）東部方面会計隊：2015年（平成27年）3月26日廃止。第379会計隊新発田派遣隊に改編。
- 第385会計隊（旧岐阜駐屯地）中部方面会計隊：1975年（昭和50年）3月1日廃止（旧岐阜駐屯地廃止に伴い）。
- 第389会計隊（岩手駐屯地）東北方面会計隊：2015年（平成27年）3月26日廃止。第384会計隊岩手派遣隊に改編。
- 第390会計隊（大和駐屯地）東北方面会計隊：2015年（平成27年）3月26日廃止。第381会計隊大和派遣隊に改編。
- 第391会計隊（横浜駐屯地）東部方面会計隊：1983年（昭和58年）3月23日廃止。陸上自衛隊中央輸送業務隊新編に伴い統合。
- 第393会計隊（小倉駐屯地）西部方面会計隊：2015年（平成27年）3月26日廃止。第366会計隊小倉派遣隊に改編。
- 第394会計隊（湯布院駐屯地）西部方面会計隊：2015年（平成27年）3月26日廃止。第404会計隊湯布院派遣隊に改編。
- 第395会計隊（相浦駐屯地）西部方面会計隊：2015年（平成27年）3月26日廃止。第363会計隊相浦派遣隊に改編。
- 第399会計隊（霞目駐屯地）東北方面会計隊：2015年（平成27年）3月26日廃止。第416会計隊霞目派遣隊に改編。
- 第400会計隊（玖珠駐屯地）西部方面会計隊：2015年（平成27年）3月26日廃止。第404会計隊玖珠派遣隊に改編。
- 第402会計隊（大宮駐屯地）東部方面会計隊：2015年（平成27年）3月26日廃止。第338会計隊大宮派遣隊に改編。
- 第403会計隊（鹿追駐屯地）北部方面会計隊：2015年（平成27年）3月26日廃止。第374会計隊鹿追派遣隊に改編。
- 第409会計隊（大津駐屯地）中部方面会計隊：2015年（平成27年）3月26日廃止。第397会計隊大津派遣隊に改編。
- 第410会計隊（駒門駐屯地）東部方面会計隊：2015年（平成27年）3月26日廃止。第433会計隊駒門連絡班に改編。
- 第412会計隊（小平駐屯地）東部方面会計隊：2001年（平成13年）3月27日廃止（小平学校新編に伴い）。
- 第413会計隊（霞ヶ浦駐屯地）東部方面会計隊：2015年（平成27年）3月26日廃止。第341会計隊霞ヶ浦派遣隊に改編。
- 第414会計隊（市ヶ谷駐屯地）東部方面会計隊：2000年（平成12年）3月廃止（中央会計隊の移駐に伴い）。陸上自衛隊中央会計隊業務科
- 第415会計隊（北富士駐屯地）東部方面会計隊：2015年（平成27年）3月26日廃止。第433会計隊北富士派遣隊に改編。
- 第417会計隊（鯖江駐屯地）中部方面会計隊：2015年（平成27年）3月26日廃止。第336会計隊鯖江派遣隊に改編。
- 第418会計隊（和歌山駐屯地）中部方面会計隊：2015年（平成27年）3月26日廃止。第398会計隊和歌山派遣隊に改編。
- 第419会計隊（高知駐屯地）中部方面会計隊：2015年（平成27年）3月26日廃止。第348会計隊高知派遣隊に改編。
- 第420会計隊（板妻駐屯地）東部方面会計隊：2015年（平成27年）3月26日廃止。第433会計隊板妻連絡班に改編。
- 第421会計隊（日本原駐屯地）中部方面会計隊：2015年（平成27年）3月26日廃止。第356会計隊日本原派遣隊に改編。
- 第422会計隊（飯塚駐屯地）西部方面会計隊：2015年（平成27年）3月26日廃止。第366会計隊飯塚派遣隊に改編。
- 第423会計隊（丘珠駐屯地）北部方面会計隊：2015年（平成27年）3月26日廃止。第325会計隊丘珠派遣隊に改編。
- 第424会計隊（別海駐屯地）北部方面会計隊：2015年（平成27年）3月26日廃止。第377会計隊別海派遣隊に改編。
- 第425会計隊（富山駐屯地）中部方面会計隊：2015年（平成27年）3月26日廃止。第336会計隊富山派遣隊に改編。
- 第426会計隊（春日井駐屯地）中部方面会計隊：2015年（平成27年）3月26日廃止。第408会計隊春日井派遣隊に改編。
- 第427会計隊（弘前駐屯地）東北方面会計隊：2015年（平成27年）3月26日廃止。第380会計隊弘前派遣隊に改編。
- 第428会計隊（木更津駐屯地）東部方面会計隊：2015年（平成27年）3月26日廃止。第316会計隊木更津派遣隊に改編。
- 第429会計隊（八尾駐屯地）中部方面会計隊：2015年（平成27年）3月26日廃止。第398会計隊八尾派遣隊に改編。
- 第432会計隊（静内駐屯地）北部方面会計隊：1974年（昭和49年）8月1日新編。2015年（平成27年）3月26日廃止。第324会計隊静内派遣隊に改編。
- 第434会計隊（青野原駐屯地）中部方面会計隊：2015年（平成27年）3月26日廃止。第352会計隊青野原派遣隊に改編。
- 第435会計隊（美唄駐屯地）北部方面会計隊：2015年（平成27年）3月26日廃止。第345会計隊美唄派遣隊に改編。
- 第437会計隊（えびの駐屯地）西部方面会計隊：2015年（平成27年）3月26日廃止。第364会計隊えびの派遣隊に改編。
- 第438会計隊（川内駐屯地）西部方面会計隊：2015年（平成27年）3月26日廃止。第364会計隊川内派遣隊に改編。
- 第439会計隊（稚内駐屯地）北部方面会計隊：1991年（平成3年）新編。2015年（平成27年）3月26日廃止。第342会計隊稚内派遣隊に改編。
- 第440会計隊（徳島駐屯地）中部方面会計隊：2012年（平成24年）3月26日新編。2015年（平成27年）3月26日廃止。

## 沿革
警察予備隊
- 1951年（昭和26年）7月5日：第200仮会計隊第3分遣隊が福知山駐屯地で新編。

保安隊
- 1952年（昭和27年）
  - 10月：第200仮会計隊第1分遣隊が秋田駐屯地で発足。
  - 10月15日：第200仮会計隊第3分遣隊が第35駐屯地会計隊福知山分遣隊に改称。
- 1953年（昭和28年）9月1日：第35駐屯地会計隊福知山分遣隊が第35会計隊本部に改称。

陸上自衛隊
- 1952年（昭和27年）10月15日：北部方面会計隊が札幌駐屯地に新編。
- 1954年（昭和29年）
  - 7月10日：第35会計隊本部（福知山駐屯地）が第349会計隊に改称。
  - 9月1日：管区会計隊・駐とん地会計隊が称号変更され会計隊となる。

- 1955年（昭和30年）
  - 7月：第345会計隊が滝川駐屯地に新編。
  - 12月1日：西部方面会計隊が健軍駐屯地に新編。

- 1956年（昭和31年）
  - 3月28日：第393会計隊を小倉駐屯地に新編。
  - 11月10日：第392会計隊を北熊本駐屯地に新編。
- 1957年（昭和32年）
  - 11月8日：第403会計隊を帯広駐屯地、第404会計隊を別府駐屯地に新編。
  - 12月15日：第403会計隊が帯広駐屯地から鹿追駐屯地に移駐。
- 1959年（昭和34年）8月13日：第360会計隊（前川原駐屯地）を廃止して、陸上自衛隊幹部候補生学校総務部会計課を設置。

- 1960年（昭和35年）1月14日：

1. 北部方面会計隊本部（札幌駐屯地）、第343（旭川駐屯地）、第374（帯広駐屯地）、第342（名寄駐屯地）、第329（札幌駐屯地）、第377（釧路駐屯地）会計隊が改編。
2. 東北方面会計隊が仙台駐屯地に新編。
3. 東部方面会計隊が市ヶ谷駐屯地に新編。
4. 中部方面会計隊が伊丹駐屯地に新編。

- 1962年（昭和37年）
  - 8月15日：第342会計隊稚内派遣隊が稚内分屯地に新編。
  - 10月10日：第418会計隊が大久保駐屯地から和歌山分屯地に移駐[2]。
- 1965年（昭和40年）12月8日：第422会計隊を飯塚駐屯地に新編。
- 1966年（昭和41年）
  - 1月21日：第423会計隊が札幌駐屯地、第424会計隊が釧路駐屯地に新編。
  - 2月21日：第423会計隊が札幌駐屯地から丘珠駐屯地へ、第424会計隊が釧路駐屯地から別海駐屯地へ移駐。
  - 3月31日：第391会計隊が桜木町分屯地から横浜駐屯地に移駐。

- 1974年（昭和49年）8月1日：

1. 第324会計隊静内派遣隊（静内分屯地）が廃止され、第432会計隊が静内分屯地に新編。
2. 第433会計隊が滝ヶ原駐屯地に新編。

- 1976年（昭和51年）
  - 2月6日：第434会計隊が姫路駐屯地に新編。
  - 8月20日：第434会計隊が姫路駐屯地から青野原駐屯地に移駐。
- 1977年（昭和52年）1月30日：第435会計隊が東千歳駐屯地に新編。
- 1978年（昭和53年）3月25日：第435会計隊が東千歳駐屯地から美唄駐屯地に移駐。
- 1980年（昭和55年）3月25日：第436会計隊を対馬駐屯地に新編。
- 1981年（昭和56年）10月1日：第437会計隊をえびの駐屯地に新編。
- 1983年（昭和58年）3月24日：陸上自衛隊中央輸送業務隊新編に伴い、第391会計隊が同隊会計科に改編。
- 1985年（昭和60年）3月20日：第438会計隊を川内駐屯地に新編。
- 1991年（平成03年）3月29日：第342会計隊稚内派遣隊（稚内分屯地）が廃止され、第439会計隊が稚内分屯地に新編。
- 1994年（平成6年）11月：方面会計隊本部が市ヶ谷駐屯地から朝霞駐屯地へ、朝霞駐屯地所在の第414会計隊が市ヶ谷駐屯地へ移駐。
- 2000年（平成12年）3月：中央会計隊の市ヶ谷駐屯地移駐に伴い、第414会計隊を廃止。
- 2001年（平成13年）3月27日：小平学校新編に伴い、同駐屯地の第412会計隊を廃止。
- 2010年（平成22年）3月26日：第430会計隊（那覇駐屯地）を西部方面会計隊に編合。
- 2012年（平成24年）3月26日：第440会計隊を徳島駐屯地に新編。
- 2013年（平成25年）3月26日：会計隊本部座間派遣隊を廃止し、第441会計隊を新編。
- 2015年（平成27年）3月26日：

1. 北部会計隊の改編に伴い、
  1. 第326会計隊（南恵庭駐屯地）を廃止し、第323会計隊南恵庭派遣隊が設置される。
  2. 第327会計隊（岩見沢駐屯地）を廃止し、第345会計隊岩見沢派遣隊が設置される。
  3. 第330会計隊（北恵庭駐屯地）を廃止し、第323会計隊北恵庭派遣隊が設置される。
  4. 第331会計隊（幌別駐屯地）を廃止し、第323会計隊幌別派遣隊が設置される。
  5. 第333会計隊（俱知安駐屯地）を廃止し、第325会計俱知安派遣隊が設置される。
  6. 第346会計隊（留萌駐屯地）を廃止し、第343会計隊留萌派遣隊が設置される。
  7. 第403会計隊（鹿追駐屯地）を廃止し、第374会計隊鹿追派遣隊が設置される。
  8. 第423会計隊（丘珠駐屯地）を廃止し、第325会計隊丘珠派遣隊が設置される。
  9. 第424会計隊（別海駐屯地）を廃止し、第377会計隊別海派遣隊が設置される。
  10. 第432会計隊（静内駐屯地）を廃止し、第324会計隊静内派遣隊が設置される。
  11. 第435会計隊（美唄駐屯地）を廃止し、第345会計隊美唄派遣隊が設置される。
  12. 第439会計隊（稚内分屯地）を廃止し、第342会計隊稚内派遣隊が設置される。
2. 東北方面会計隊の改編に伴い、
  1. 第378会計隊（郡山駐屯地）を廃止し、第387会計隊郡山派遣隊が設置される[3]。
  2. 第389会計隊（岩手駐屯地）を廃止し、第384会計隊岩手派遣隊が設置される[3]。
  3. 第390会計隊（大和駐屯地）を廃止し、第381会計隊大和派遣隊が設置される[3]。
  4. 第399会計隊（霞目駐屯地）を廃止し、第416会計隊霞目派遣隊が設置される[3]。
  5. 第427会計隊（弘前駐屯地）を廃止し、第380会計隊弘前派遣隊が設置される[3]。
3. 東部方面会計隊の改編に伴い、
  1. 第307会計隊（東立川駐屯地）を廃止し、第431会計隊東立川連絡班が設置される。
  2. 第334会計隊（宇都宮駐屯地）を廃止し、第406会計隊宇都宮派遣隊が設置される。
  3. 第335会計隊（松本駐屯地）を廃止し、第379会計隊松本派遣隊が設置される。
  4. 第339会計隊（新町駐屯地）を廃止し、第406会計隊新町連絡班が設置される。
  5. 第382会計隊（新発田駐屯地）を廃止し、第379会計隊新発田派遣隊が設置される。
  6. 第402会計隊（大宮駐屯地）を廃止し、第338会計隊大宮派遣隊が設置される。
  7. 第410会計隊（駒門駐屯地）を廃止し、第433会計隊駒門連絡班が設置される。
  8. 第413会計隊（霞ヶ浦駐屯地）を廃止し、第341会計隊霞ヶ浦派遣隊が設置される。
  9. 第415会計隊（北富士駐屯地）を廃止し、第433会計隊北富士派遣隊が設置される。
  10. 第420会計隊（板妻駐屯地）を廃止し、第433会計隊板妻連絡班が設置される。
  11. 第428会計隊（木更津駐屯地）を廃止し、第316会計隊木更津派遣隊が設置される。
4. 中部方面隊会計隊の改編により、
  1. 第322会計隊（山口駐屯地）を廃止し、第350会計隊山口派遣隊が設置される。
  2. 第337会計隊（久居駐屯地）を廃止し、第408会計隊久居派遣隊が設置される。
  3. 第347会計隊（姫路駐屯地）を廃止し、第352会計隊姫路派遣隊が設置される。
  4. 第349会計隊（福知山駐屯地）を廃止し、第352会計隊福知山派遣隊が設置される。
  5. 第351会計隊（今津駐屯地）を廃止し、第397会計隊今津派遣隊が設置される。
  6. 第357会計隊（出雲駐屯地）を廃止し、第356会計隊出雲派遣隊が設置される。
  7. 第358会計隊（松山駐屯地）を廃止し、第348会計隊松山派遣隊が設置される。
  8. 第409会計隊（大津駐屯地）を廃止し、第397会計隊大津派遣隊が設置される。
  9. 第417会計隊（鯖江駐屯地）を廃止し、第336会計隊鯖江派遣隊が設置される。
  10. 第418会計隊（和歌山駐屯地）を廃止し、第398会計隊和歌山派遣隊が設置される。
  11. 第419会計隊（高知駐屯地）を廃止し、第348会計隊高知派遣隊が設置される。
  12. 第421会計隊（日本原駐屯地）を廃止し、第356会計隊日本原派遣隊が設置される。
  13. 第425会計隊（富山駐屯地）を廃止し、第336会計隊富山派遣隊が設置される。
  14. 第426会計隊（春日井駐屯地）を廃止し、第408会計隊春日井派遣隊が設置される。
  15. 第429会計隊（八尾駐屯地）を廃止し、第398会計隊八尾派遣隊が設置される。
  16. 第434会計隊（青野原駐屯地）を廃止し、第352会計隊青野原派遣隊が設置される。
  17. 第440会計隊（徳島駐屯地）を廃止し、第348会計隊徳島派遣隊が設置される。
5. 西部方面会計隊の改編に伴い、
  1. 第359会計隊（久留米駐屯地）を廃止し、第361会計隊久留米派遣隊が設置される[4]。
  2. 第371会計隊（竹松駐屯地）を廃止し、第363会計隊竹松派遣隊が設置される[4]。
  3. 第373会計隊（都城駐屯地）を廃止し、第364会計隊都城派遣隊が設置される[4]。
  4. 第393会計隊（小倉駐屯地）を廃止し、第366会計隊小倉派遣隊が設置される[4]。
  5. 第394会計隊（湯布院駐屯地）を廃止し、第404会計隊湯布院派遣隊が設置される[4]。
  6. 第395会計隊（相浦駐屯地）を廃止し、第363会計隊相浦派遣隊が設置される[4]。
  7. 第400会計隊（玖珠駐屯地）を廃止し、第404会計隊玖珠派遣隊が設置される[4]。
  8. 第422会計隊（飯塚駐屯地）を廃止し、第366会計隊飯塚派遣隊が設置される[4]。
  9. 第437会計隊（えびの駐屯地）を廃止し、第364会計隊えびの派遣隊が設置される[4]。
  10. 第438会計隊（川内駐屯地）を廃止し、第364会計隊川内派遣隊が設置される[4]。

- 2016年（平成28年）3月28日：第442会計隊を与那国駐屯地に新編。
- 2019年（平成31年）3月26日：

1. 第443会計隊を奄美駐屯地に新編。
2. 第444会計隊を宮古島駐屯地に新編。

- 2021年（令和03年）3月18日：

1. 第343会計隊留萌派遣隊（留萌駐屯地）を廃止し、第346会計隊を再編。
2. 第384会計隊岩手派遣隊（岩手駐屯地）を廃止し、第389会計隊を再編[5][6]。
3. 第341会計隊霞ヶ浦派遣隊（霞ヶ浦駐屯地）を廃止し、第413会計隊を再編。
4. 第379会計隊新発田派遣隊（新発田駐屯地）を廃止し、第382会計隊を再編。
5. 第379会計隊松本派遣隊（松本駐屯地）を廃止し、第335会計隊を再編。
6. 第406会計隊宇都宮派遣隊（宇都宮駐屯地）を廃止し、第334会計隊を再編。
7. 第352会計隊福知山派遣隊（福知山駐屯地）を廃止し、第349会計隊を再編[7]。
8. 第348会計隊松山派遣隊（松山駐屯地）を廃止し、第358会計隊を再編。
9. 第348会計隊高知派遣隊（高知駐屯地）を廃止し、第419会計隊を再編。
10. 第408会計隊久居派遣隊（久居駐屯地）を廃止し、第337会計隊を再編。
11. 第350会計隊山口派遣隊（山口駐屯地）を廃止し、第322会計隊を再編。

- 2023年（令和05年）3月16日：第445会計隊を石垣駐屯地に新編[8]。
- 2025年（令和07年）7月9日：第361会計隊佐賀派遣隊を佐賀駐屯地に新編。